# Daehan Minguk Gonggun

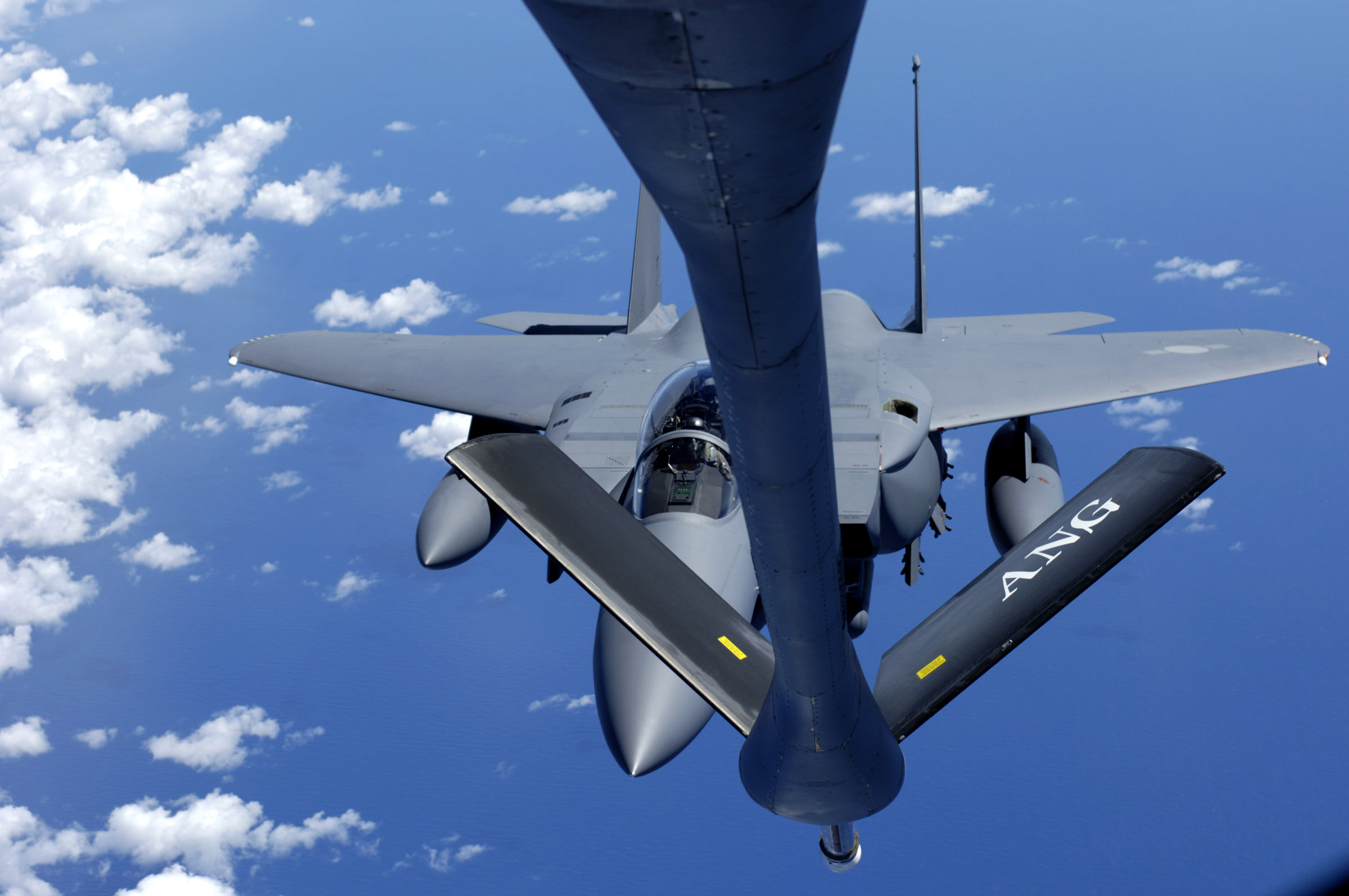
Un F-15K Slam Eagle della ROKAF mentre si rifornisce ad un'aerocisterna Boeing KC-135 Stratotanker sopra l'oceano Pacifico.

La Daehan Minguk Gonggun (대한민국 공군?, 大韓民國空軍?; tradotto dalla lingua coreana Forza aerea della Repubblica di Corea, in lingua inglese Republic of Korea Air Force, ROK Air Force o ROKAF) è l'aeronautica militare della Corea del Sud e parte integrante delle forze armate sudcoreane.
Opera sotto il comando del Korean Ministry of National Defence (ministero della difesa nazionale) con circa 400 velivoli da combattimento di progettazione statunitense più una minoranza di velivoli di produzione russa e nazionale.

## Storia

### La fondazione
Poco dopo il termine della seconda guerra mondiale, venne fondata, nel 1946 la Korean Air Construction Association per pubblicizzare l'importanza dell'istituzione di una forza aerea. Benché le forze armate coreane rimaste fossero modeste e che la situazione economica non risultasse florida, la prima unità aerea venne fondata il 5 maggio 1948 sotto il comando di Dong Wi-bu, il precursore dell'attuale ministero della difesa. In seguito, nel gennaio 1949, venne fondata l'Army Air Academy, l'accademia aeronautica, per la formazione dei piloti militari. Il 13 settembre dello stesso anno gli Stati Uniti fornirono 10 esemplari dei loro aerei da osservazione L-4 Grasshopper i quali vennero integrati nell'unità precedentemente formata. Ufficialmente la ROKAF venne fondata nell'ottobre 1949.

### Gli anni cinquanta e la guerra di Corea
Gli anni cinquanta furono un periodo critico per la ROKAF che fu costretta ad espandersi a causa della guerra di Corea. Allo scoppio della guerra, la ROKAF poteva contare su una forza di 1 800 effettivi, ma era dotato di soli 20 velivoli tra aerei da addestramento e da collegamento, compresi i 10 addestratori avanzati North American T-6 Texan (hangul:건국기, Hanja:建國機, Geongukgi) acquistati dalla Royal Canadian Air Force. La Chosŏn Inmin Kun Konggun, la forza aerea nordcoreana, al contrario aveva acquisito un numero considerevole di caccia Yakovlev Yak-9 e Lavochkin La-7 dall'Unione Sovietica, surclassando la ROKAF sia in termini di dimensioni che di forza.
Tuttavia, durante il corso della guerra, la ROKAF acquisì 110 nuovi velivoli, tra cui 79 cacciabombardieri, con i quali istituì tre squadroni di caccia ed uno stormo caccia. I primi velivoli da combattimento ricevuti furono i F-51D Mustangs, assieme ad un contingente di piloti istruttori della United States Air Force sotto il comando del maggiore Dean Hess. La ROKAF partecipò sia ad operazioni di bombardamento congiunte che con delle operazioni indipendenti. Alla conclusione del conflitto, il quartier generale della ROKAF venne trasferito presso Daebangdong, Seul. L'Air Force University venne quindi fondata nel 1956.

### Lo stato attuale
Un notevole sforzo è stato compiuto dall'aeronautica sudcoreana per modernizzarsi, e dall'industria nazionale per acquisire una capacità tecnica in grado di supportare le richieste dell'aeronautica. Oltre ad aver acquisito la versione dell'F-15 Strike Eagle personalizzata, sono stati sviluppati in proprio un addestratore, il KAI KT-1 Ungbi, e un caccia leggero / addestratore avanzato, il KAI T-50 Golden Eagle, utilizzato anche dalle Aquile Nere, la pattuglia acrobatica della ROKAF.
In collaborazione con l'Indonesia, la sudcoreana KAI ha portato a termine  la costruzione del prototipo del nuovo velivolo da combattimento KAI KF-21 Boramae.

## Aeromobili in uso
Sezione aggiornata annualmente in base al World Air Force di Flightglobal del corrente anno. Tale dossier non contempla UAV, aerei da trasporto VIP ed eventuali incidenti accorsi durante l'anno della sua pubblicazione. Modifiche giornaliere o mensili che potrebbero portare a discordanze nel tipo di modelli in servizio e nel loro numero rispetto a WAF, vengono apportate in base a siti specializzati, periodici mensili e bimestrali. Tali modifiche vengono apportate onde rendere quanto più aggiornata la tabella.
| Aeromobile                            | Origine          | Tipo                                                                         | Versione (denominazione locale)                            | In servizio (2024) | Note | Immagine |
| Aerei da combattimento                |                  |                                                                              |                                                            |                    | |          |
| Boeing F-15 Slam Eagle                | Stati Uniti      | Cacciabombardiere                                                            | F-15K                                                      | 59                 | 61 esemplari ordinati. Le consegne del primo lotto di 40 aerei ordinato nel 2002 sono state completate nel 2005, mentre quelle del secondo lotto di 21 aerei ordinato nel 2008, sono state completate nel 2012. Un esemplare è precipitato il 7 giugno 2006 nel Mare del Giappone. |          |
| General Dynamics F-16 Fighting Falcon | Stati Uniti      | cacciabombardiereconversione operativacacciabombardiereconversione operativa | F-16C Block 32F-16D Block 32KF-16C Block 52KF-16D Block 52 | 22106741           | I KF-16 sono stati costruiti dalla KAI su licenza. Sono stati consegnati 30 F-16C block 32, 10 F-16D block 32, 95 F-16C block 52, 45 F-16D block 52. Nel luglio 2015, Lockheed Martin e l'aviazione coreana hanno concordato un accordo per l'upgrade di 134 dei circa 140 esemplari in servizio, per portarli allo standard F-16V. Il Dipartimento della Difesa americano ha annunciato che tale accordo è stato ratificato il 21 novembre 2016. |          |
| Lockheed Martin F-35 Lightning II     | Stati Uniti      | cacciabombardiere                                                            | F-35A                                                      | 39                 | 40 F-35A ordinati nel dicembre 2017, e consegnati tra il 2018 ed il gennaio 2022. Un esemplare è rimasto gravemente danneggiato il 4 gennaio 2022 per un bird strike durante il decollo; non è ancora chiaro se verrà ritirato o riparato e rimesso in servizio. Un ordine per ulteriori 20 F-35 è stato comunicato ad aprile 2023 e definitivamente approvato a fine dicembre dello stesso anno. |          |
| Northrop F-5 Tiger II                 | Stati Uniti      | cacciabombardiereconversione operativa                                       | KF-5E Tiger IIKF-5F Tiger II                               | 12520              | 145 F-5E e 20 F-5F consegnati. Un F-5E è stato perso in un incidente il 11 gennaio 2022. |          |
| KAI FA-50 Golden Eagle                | Corea del Sud    | aereo d'attacco leggero                                                      | FA-50                                                      | 60                 | 60 FA-50 consegnati. |          |
| KAI KF-21 Boramae                     | Corea del Sud    | cacciabombardiere multiruoloconversione operativa                            | KF-21KF-21B                                                | 0                  | 20 KF-21 (previsione per 120 esemplari) ordinati il 25 giugno 2024. |          |
| Aerei AWACS e AEW                     |                  |                                                                              |                                                            |                    | |          |
| Boeing E-7                            | Stati Uniti      | aereo AEW                                                                    | E-7A                                                       | 4                  | 4 consegnati, altri 2 esemplari dovrebbero essere acquistati entro 5/6 anni. |          |
| Aerei per impieghi speciali           |                  |                                                                              |                                                            |                    | |          |
| Raytheon RC-800 Peace Krypton         | Stati Uniti      | Aereo da ricognizione SIGINT SAR                                             | RC-800 SIGINTRC-800 SAR                                    | 4                  | Il 29 dicembre 2017, secondo quanto riferito dal Dipartimento della Difesa statunitense, Lockheed Martin ha ricevuto un contratto da 33,6 milioni di dollari per il supporto degli 8 RC-800 Peace Krypton della RoKAF. |          |
| Dassault Falcon 2000                  | Francia          | aereo da ricognizione                                                        | Falcon 2000S                                               | 2                  | 2 Falcon 2000 consegnati. |          |
| Aeromobili a pilotaggio remoto - UAV  |                  |                                                                              |                                                            |                    | |          |
| Northrop Grumman RQ-4 Global Hawk     | Stati Uniti      | UAV                                                                          | RQ-4 block 30                                              | 4                  | 4 RQ-4 Block 30 ordinati il 17 dicembre 2014, il primo dei quali è stato consegnato il 23 dicembre 2019, mentre il quarto ed ultimo esemplare il 15 ottobre 2020. |          |
| Aerei per rifornimento in volo        |                  |                                                                              |                                                            |                    | |          |
| Airbus KC-330 Cygnus                  | Unione europea   | rifornimento in volo                                                         | KC-330                                                     | 4                  | 4 A330 MRTT ordinati il 30 giugno 2015. Primo esemplare consegnato il 30 gennaio 2019. Secondo esemplare consegnato il 28 marzo 2019. Terzo esemplare consegnato ad agosto 2019. |          |
| Aerei da trasporto                    |                  |                                                                              |                                                            |                    | |          |
| Boeing 747                            | Stati Uniti      | aereo da trasporto VIP                                                       | 747-4B5                                                    | 1                  | 1 Boeing 747-4B5 preso in leasing per 10 anni e consegnato nel 2011. Sarà sostituito a partire dal 2021. |          |
| Boeing 737                            | Stati Uniti      | aereo da trasporto VIP                                                       | 737-328                                                    | 1                  | 1 Boeing 737-328 consegnato. |          |
| Lockheed C-130 Hercules               | Stati Uniti      | aereo da trasporto                                                           | C-130HC-130H-30                                            | 84                 | 12 C-130H/-30 consegnati. |          |
| Lockheed Martin C-130J Hercules II    | Stati Uniti      | aereo da trasporto                                                           | C-130J                                                     | 4                  | 4 consegnati. |          |
| CASA CN-235                           | Spagna Indonesia | aereo da trasporto tattico                                                   | CN-235M                                                    | 18                 | 18 CN-235M consegnati. |          |
| Embraer C-390 Millenium               | Brasile          | aereo da trasporto                                                           | C-390                                                      | 0                  | Il KC-390 è stato selezionato come nuovo aereo da trasporto dell'Aeronautica militare della Repubblica di Corea ad inizio dicembre 2023. |          |
| Cessna Citation I                     | Stati Uniti      | aereo da trasporto                                                           | Citation I                                                 | 1                  | 1 Citation I consegnato. |          |
| Antonov An-2 Colt                     | Ucraina          | aereo da addestramento aggressor aereo da trasporto                          | T-11                                                       | 7                  | 10 esemplari consegnati nei primi anni duemila, due dei quali sono stati persi in incidenti nel maggio 2009 e nel giugno 2015, mentre un altro aereo è stato coinvolto in un atterraggio di emergenza in un fiume nel febbraio 2016. Assegnati nominalmente all'Accademia Aeronautica presso Cheongju, vengono utilizzati presumibilmente per infiltrazioni nello spazio aereo nordcoreano e per addestramento al tiro antiaereo, simulando un'invasione di An-2 nordcoreani. Quindi al maggio 2021, gli esemplari in servizio dovrebbero essere non più di sette. |          |
| Aerei da addestramento                |                  |                                                                              |                                                            |                    | |          |
| KAI T-50 Golden Eagle                 | Corea del Sud    | aereo da addestramento avanzato                                              | T-50T-50BTA-50                                             | 601022             | 50 T-50 per addestramento avanzato (privi di radar e cannone interno), 10 T-50B (per la pattuglia acrobatica) e 22 TA-50 da addestramento pre-operativo (dotata di cannone e radar) ordinati, con consegne a partire dal 29 dicembre 2005. Ulteriori 20 TA-50 Block 2 sono stati ordinati a giugno 2020. |          |
| KAI KT-1 Ungbi                        | Corea del Sud    | aereo da addestramento                                                       | KT-1                                                       | 102                | 106 KT-1 ordinati. Due esemplari sono stati persi in un incidente il 1 aprile 2022. |          |
| KAI KT-100 Naraon                     | Corea del Sud    | aereo da addestramento                                                       | KT-100                                                     | 23                 | 23 KT-100 ordinati. |          |
| Elicotteri                            |                  |                                                                              |                                                            |                    | |          |
| Bell 412                              | Stati Uniti      | elicottero utility                                                           | B 412                                                      | 3                  | 3 Bell 412 consegnati. |          |
| Sikorsky UH-60 Black Hawk             | Stati Uniti      | elicottero da trasporto tattico                                              | S-70AUH-60P                                                | 17                 | 29 tra UH-60 e HH-60P consegnati. |          |
| Boeing CH-47 Chinook                  | Stati Uniti      | C/SAR                                                                        | HH-47D                                                     | 9                  | 6 HH-47D ricevuti nel 1991, di cui uno è stato perso in un incidente. Ulteriori 5 CH-47D ex US Army sono stati consegnati nel 2014. |          |
| Aérospatiale SA 330 Puma              | Francia          | elicottero da trasporto VIP                                                  | AS 332L                                                    | 3                  | 3 AS 332L consegnati. |          |
| Kamov Ka-32 Helix-C                   | Russia           | SAR                                                                          | Ka-32T                                                     | 7                  | 7 Ka-32T consegnati. |          |
| Sikorsky S-92 Superhawk               | Stati Uniti      | elicottero da trasporto VIP                                                  | VH-92A                                                     | 3                  | 3 S-92A consegnati a partire dal 2007 e tutti in servizio al dicembre 2018. |          |
| MD Helicopters MD 500                 | Stati Uniti      | elicottero leggero                                                           | MD 500                                                     | 25                 | 25 MD 500 consegnati. |          |

## Aeromobili ritirati
- Ilyushin T-103 (?-2018)[55]
- Bell UH-1H Huey
- BAe Hawk Mk. 67 (?-2013)
- McDonnell Douglas F-4E Phantom II - 103 esemplari (1977-2024)[56][57][3][58][59][60][61][62]
- McDonnell Douglas F-4D Phantom II - 92 esemplari (1969-2010)[58][59]
- McDonnell Douglas RF-4C Phantom II - 27 esemplari (1989-2014)[58][59]
- Northrop T-38A Talon - 30 esemplari (1999-2009)[63][64]
- Cessna A-37B Dragonfly
- Cessna T-37C Tweet  (1972-2005)
- Mudry CAP 10B (?-?)
- Hawker Siddeley HS 748 (?-?)
- Aerospatiale SA 319B Alouette III (?-?)
- Cessna T-41B Mescalero (?-?)
- Grumman S-2A Tracker (?-?)
- Bell UH-1B Huey (?-?)
- Fairchild C-123K Provider (?-?)
- Aero Design U-9 Aero Commander
- North American F-86D Sabre Dog (?-?)
- North American F-86F Sabre (?-?)
- Lockheed T-33A Shooting Star (?-?)
- Douglas C-54D Skymaster (?-?)
- Douglas C-54G Skymaster (?-?)
- Cessna O-1G Bird Dog (?-?)
- North American T-6G Texan (?-?)
- North American T-28A Trojan (?-?)
- Sikorsky UH-19D Chickasaw (?-?)
- Douglas EC-47Q Skytrain (?-?)
- Tachikawa Ki-9 (?-?)